# تورفنتن
تورفنتن (به لاتین: Turffontein) یک شهرک در آفریقای جنوبی است که در City of Johannesburg Metropolitan Municipality واقع شده‌است.